# Richard Fariña
Richard George Fariña (Brooklyn, 8 marzo 1937 – Carmel, 30 aprile 1966) è stato uno scrittore e cantautore statunitense.
Fu una figura di rilievo nel panorama della controcultura della prima metà degli anni sessanta e nella nascente scena folk rock.

## Giovinezza
Fariña nacque a Brooklyn in una famiglia di origini cubane e irlandesi. Dopo aver frequentato la Brooklyn Technical High School, studiò prima ingegneria e poi letteratura inglese alla Cornell University. In quel periodo pubblicò brevi racconti per riviste letterarie locali come Transatlantic review e Mademoiselle, e divenne amico intimo di Thomas Pynchon e Peter Yarrow. Dopo essere stato sospeso per aver partecipato a una manifestazione studentesca contro le regole repressive del campus, lasciò definitivamente l'università appena prima della laurea, nel 1959.

## Produzione artistica
Tornato a New York, Fariña iniziò a frequentare il Greenwich Village, luogo di incontro di numerosi artisti, poeti e cantanti folk. Lì fece amicizia con Tommy Makem e conobbe Carolyn Hester, che poco dopo sposò. Nel settembre del 1961, durante la registrazione del terzo album di Carolyn Hester, Richard incontrò un ancora sconosciuto Bob Dylan, che suonava l'armonica a bocca in alcuni brani del disco, con cui strinse una profonda amicizia.
Nella primavera del 1962, in Europa, Fariña incontrò Mimi Baez, sorella minore di Joan Baez. Poco dopo la Hester ottenne il divorzio e Richard sposò Mimi, che aveva 17 anni, nell'aprile del 1963. Si trasferirono a Carmel, in California, dove scrissero delle canzoni e debuttarono in coppia al Big Sur Folk Festival nel 1964, per poi pubblicare il loro primo album, Celebrations For a Grey Day.
A causa della sua breve vita, Fariña - in cui critici hanno visto uno dei migliori talenti della scena folk del Greenwich Village - ha potuto realizzare con la moglie solo tre album, uno dei quali postumo. Tra le loro canzoni più note ci sono Pack up Your Sorrows e Birmingham Sunday, quest'ultima incisa da Joan Baez e utilizzata come colonna sonora del documentario 4 Little Girls di Spike Lee.
Al momento della morte, Fariña stava lavorando anche ad un album per Joan Baez che alla fine non fu pubblicato. Due delle canzoni del disco furono incluse nell'album postumo del cantautore, mentre un altro, una cover di Pack up Your Sorrows, scritta da Fariña con la terza sorella Baez, Pauline Marden, fu pubblicata come singolo nel 1966. Diverse canzoni di Richard Fariña sono state inoltre incise in Inghilterra dai Fairport Convention. Tra queste Reno, Nevada e The Quiet Joys of Brotherhood.
Fariña è noto anche per il suo romanzo Been Down So Long It Looks Like Up to Me, pubblicato nel 1966. La storia, basata principalmente sulle esperienze universitarie e i viaggi compiuti dall'autore, è un racconto picaresco ambientato nel West, a Cuba durante la Rivoluzione, e in una università newyorkese. Il libro è ben presto diventato un classico tra gli appassionati della controcultura degli anni sessanta. Da Been Down So Long It Looks Like Up to Me è stato tratto un film nel 1971.

## Morte
Il 30 aprile 1966, due giorni dopo la pubblicazione del romanzo, Fariña partecipò ad una presentazione in una libreria di Carmel Valley Village. Poche ore dopo, nel corso di una festa per il ventunesimo compleanno della moglie Mimi, Richard incontrò un ospite che era arrivato in motocicletta, e i due decisero di andare a fare un giro. Nel tragitto, probabilmente a causa dell'eccessiva velocità, il guidatore perse il controllo e la moto uscì di strada. Richard Fariña morì sul colpo, mentre l'amico che era alla guida riuscì a sopravvivere.
Secondo varie testimonianze, Richard e Mimi avevano litigato lasciando la libreria perché lui non le aveva fatto un regalo di compleanno. Fu solo dopo qualche giorno che Mimi, tornando a casa, trovò i fiori, ormai appassiti, che il marito le aveva fatto spedire mentre erano alla presentazione del libro.
Il dolore della sorella per la morte del marito e la sua successiva storia d'amore con Milan Melvin sono raccontati da Joan Baez nella canzone Sweet Sir Galahad.

## Discografia
- 1963 - Dick Fariña & Eric Von Schmidt (Folklore Records) con Eric Von Schmidt
- 1965 - Celebrations for a Grey Day (Vanguard Records) con Mimi Fariña
- 1965 - Reflections in a Crystal Wind (Vanguard Records) con Mimi Fariña
- 1968 - Memories (Vanguard Records) con Mimi Fariña